# Баачилов, Магомед Гусейнович
Магоме́д Гусе́йнович Баачи́лов (род. 23 ноября 1962, Мугурух, Дагестанская АССР) — российский государственный и военный деятель. Секретарь Совета Безопасности Республики Дагестан с 2009 по 2016 и с 2021.
Начальник Управления Росгвардии по Республике Дагестан (2016—2021). Герой Российской Федерации (2007). Генерал-майор полиции (2018).

## Биография
Родился 23 ноября 1962 в селе Мугурух Чародинского района Дагестанской АССР. В 1967 вместе с семьёй переехал в Махачкалу.
В 1980 окончил среднюю школу № 38 в Махачкале.
С 1980 по 1981 — слесарь-наладчик в производственном объединении «Дагрыбпром».
В 1981 поступил в Троицкое авиатехническое училище гражданской авиации. После окончания училища в 1984 направлен авиатехником в Махачкалинский объединённый авиаотряд.
С 1987 на службе в органах внутренних дел. В 1997 заочно окончил Ростовскую высшую школу МВД России.
С 1991 по 1992 — командир взвода ППСМ МВД Дагестанской АССР.
С 1992 по 1995 — заместитель командира роты, затем командир роты ОМОН МВД по Республике Дагестан.
С 1995 по 1996 — начальник оперативно-боевого отделения СОБР МВД Республике Дагестан. В 1996 назначен заместителем командира СОБР МВД по Республике Дагестан.
Участник первой и второй чеченской войн. Принимал участие и лично руководил десятками боевых операций против бандформирований, организованных преступных группировок и террористического подполья в Дагестане.
С января 2005 по февраль 2008 — командир ОМСН СОБР МВД по Республике Дагестан. В феврале 2008 уволился из органов внутренних дел.
Указом Президента Российской Федерации в октябре 2005 присвоено специальное звание «полковник милиции».
С февраля по ноябрь 2008 — работал в частном охранном предприятии «Кристалл».
14 ноября 2008 назначен заместителем Секретаря Совета Безопасности Республики Дагестан. С 24 июля 2009 по 10 октября 2016 — Секретарь Совета Безопасности Республики Дагестан.
С 10 октября 2016 — начальник управления Федеральной службы войск национальной гвардии Российской Федерации по Республике Дагестан.
Указом Президента Российской Федерации от 10 октября 2016 г. присвоено специальное звание «полковник полиции».
Указом Президента Российской Федерации от 22 февраля 2018 г. присвоено специальное звание «генерал-майор полиции».
Указом Главы Республики Дагестан от 30 сентября 2021 г. назначен Секретарём Совета Безопасности Республики Дагестан. 

## Награды и звания
государственные

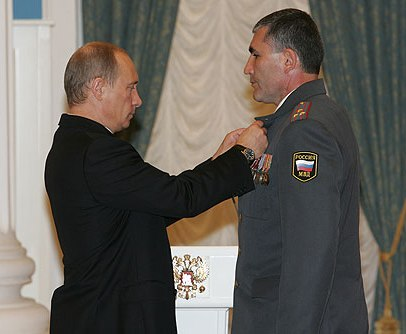
Полковнику милиции Магомеду Баачилову присвоено звание Героя России 2007 г. Кремль

- Медаль «Золотая Звезда Героя России» (14 мая 2007) — за мужество и героизм, проявленные при выполнении служебного долга[2]
- Орден Мужества (2 мая 1996)
- Медаль «За отвагу» (3 июня 2006)
- Медаль ордена «За заслуги перед Отечеством» с мечами I степени (25 октября 1999) и II степени (4 ноября 1998)

Медаль «За отличие в службе» I, II, III степеней (МВД)
региональные
Орден «За заслуги перед Республикой Дагестан»
Медаль Амет-Хана Султана (Дагестан)
Медаль «За доблестный труд» (Дагестан)
Заслуженный работник правоохранительных органов Республики Дагестан (12 сентября 2024, Дагестан) — за содействие в укреплении государственной безопасности, мужество, отвагу и самоотверженность, проявленные при защите территории Республики Дагестан от международных бандформирований в 1999 году